# Pangal Andrade
Pangal Cristóbal Andrade Astorga (Santiago, 3 de abril de 1985) es un deportista extremo chileno, conocido por ganar el reality Año 0 y Ganador del Reality "Ganar o Servir" 2024  y participar en otros programas de televisión, como por ser excampeón mundial de Rafting, y subcampeón mundial de Kayak y altual lider del programa "El Clan" de canal 13 donde participan parte de su familia.

## Biografía
Hijo del destacado artesano y escultor Sergio Andrade. Es sobrino y ahijado de Ricardo Astorga, el rostro cultural de Televisión Nacional de Chile. Junto a sus primos forman el equipo de rafting Equipo Cascada, quienes ya llevan cuatro mundiales representando a Chile, destacando al obtener la primera presea en más de una ocasión en el Mundial de la especialidad (Costa Rica en 2011 y Nueva Zelanda en 2013); también fue subcampeón mundial de kayak. Fue coronado como ganador del Reality Año 0. 
Junto a miembros de su familia, criticó públicamente el desarrollo del proyecto hidroeléctrico "Alto Maipo", que se ubica en el sector del Cajón del Maipo, donde reside.
Estudió la carrera de Construcción Civil en Duoc UC; en 2016 fue noticia por construirse su propia casa de manera sustentable.
En 2020 inició la construcción de un hotel sustentable en el sector del Cajón del Maipo, al suroriente de la Región Metropolitana.
En 2024 ingresó al reality show ¿Ganar o Servir? de Canal 13 tras más de trece años sin participar en uno, resultando ganador de este en el mes de noviembre.
En 2025 se estrenó el programa El Clan de Canal 13, en el cual junto a su hermano Lorenzo y su primo Diego Astorga, recorrerán lugares espectaculares e indómitos de Chile, invitando durante los capítulos a otros familiares también.

## Vida personal
Entre 2013 y 2017 mantuvo una relación con la abogada y también actriz y cantante Raquel Calderón.
Desde 2019 a la actualidad mantiene una relación con la conductora deportiva argentina Melina Noto. En marzo de 2025 se filtró que la pareja estaba esperando a su primer hijo, lo cual fue confirmado por la pareja.

## Televisión
| Año       | Programa                               | Notas                      | Canal       | Ref.   |
| --------- | -------------------------------------- | -------------------------- | ----------- | ------ |
| 2011      | Año 0: No queda nada, sólo nosotros    | Hombre Ganador             | Canal 13    | [ 21 ] |
| 2012      | Amazonas Famosos perdidos en la selvas | Constructor de las pruebas | Chilevisión | [ 22 ] |
| 2013      | Salta si puedes                        | Abandono voluntario        | Chilevisión | [ 23 ] |
| 2013-2014 | La Odisea                              | Presentador                | TVN         | [ 23 ] |
| 2019      | Invencibles                            | Entrenador                 | Chilevisión | [ 24 ] |
| 2019      | Resistiré                              | Monitor                    | Mega        | [ 25 ] |
| 2024      | ¿Ganar o servir?                       | Ganador                    | Canal 13    | [ 26 ] |
| 2025      | El Clan                                | Conductor                  | Canal 13    | [ 7 ]  |

## Rafting
Participaciones en Panamericanos
| Año  | Sede        | Sprint            | H2H               | Slalom           | Downriver | General |
| ---- | ----------- | ----------------- | ----------------- | ---------------- | --------- | ------- |
| 2008 | Río Mendoza | 7°                | Medalla de bronce | 8°               | 5°        | 6°      |
| 2010 | Río Iguazú  | Medalla de bronce | Medalla de bronce | Medalla de plata | 4°        | 3°      |

Participaciones en Mundiales
| Año  | Sede        | Sprint           | H2H               | Slalom | Downriver | General |
| ---- | ----------- | ---------------- | ----------------- | ------ | --------- | ------- |
| 2009 | Río Vrbas   | Medalla de plata | ?                 | 7°     | 19°       | 10°     |
| 2011 | Río Pacuare | 7°               | Medalla de oro    | 5°     | 11°       | 5°      |
| 2013 | Río Kaituna | 10°              | Medalla de oro    | 9°     | 5°        | 4°      |
| 2018 | Río Aluminé | 5°               | Medalla de bronce | 4°     | 6°        | 5°      |

## Kayak
| Competencia             | 2014 | 2015 | 2016 | 2017 | 2018 |
| ----------------------- | ---- | ---- | ---- | ---- | ---- |
| North Fork Championship | 21°  | –    | –    | 3°   | 14°  |
| Adidas Sickline         | 26°  | 31°  | 42°  | –    | –    |
| Futa Fest               | –    | 2°   | –    | –    | –    |
| Guardián del Maipo      | –    | 1°   | –    | 1°   | 2°   |
| Ñuble Fest              | –    | 1°   | 3°   | –    | –    |
| Futaleufú XL            | –    | –    | 3°   | –    | –    |